# Atolpurperspreeuw
De atolpurperspreeuw (Aplonis feadensis) is een zeldzame spreeuwensoort. De wetenschappelijke naam van de soort is het voor het eerst geldig gepubliceerd in 1882 door Edward Pierson Ramsay. Het eiland "Fead", waarvan de vogel afkomstig was die hij beschreef, is het eiland Nuguria in Papoea-Nieuw-Guinea.

## Verspreiding en leefgebied
De atolpurperspreeuw is endemisch op een paar kleine bewoonde eilanden (atollen) tussen Papoea-Nieuw-Guinea en de Salomonseilanden: Ninigo (3 km²), Hermit (8 km²), Tench (< 1 km²), Nissan (37 km²), Nguria (5 km²) en Ontong Java (10 km²). Daar broedt de vogel in boomholtes in verschillende bostypen. De grootte van de populatie wordt geschat op 1000-2500 individuen.
De soort telt 2 ondersoorten:
- A. f. heureka: de noordwestelijke Bismarck-archipel.
- A. f. feadensis: de noordelijke Salomonseilanden.

## Status
De atolpurperspreeuw staat als gevoelig op de Rode Lijst van de IUCN omdat het leefgebied wordt bedreigd door de omzetting van natuurlijk bos in kokospalmplantages, andere vormen van landbouw en nederzettingen. Verder bestaat de indruk dat de vogel niet bestand is tegen de concurrentie door later daar geïntroduceerde purperspreeuwen zoals de violette purperspreeuw en de orpheuspurperspreeuw.